# Inside Your Love
Inside Your Love è il primo album di Chris Tomlin, pubblicato il 1º gennaio 1995.

## Tracce
1. Heaven's Our Place
2. The King Will Ride Again
3. Brother Friend
4. Grace And Peace
5. A Little Hallelujah
6. Trust
7. Hand Of God
8. The Way
9. You Are My Treasure
10. Grace Flows Down
11. Lord We Praise You Now